# Huracán de Florida de 1941
El huracán de Florida de 1941 fue un ciclón tropical menor pero potente que azotó las Bahamas, el estado de Florida y el sureste de Estados Unidos en octubre de 1941. Fue la quinta tormenta conocida en la temporada de huracanes en el Atlántico de 1941, primero fue observada al norte de las Islas Vírgenes el 3 de octubre. La tormenta siguió generalmente hacia el Oeste, con rachas de viento cercanas a los 193 km/h (120 millas por hora) antes de atravesar las Bahamas. Luego de debilitarse, la tormenta atravesó por el sur de Florida con rachas de viento de 161 km/h (100 millas) por hora. El huracán entró en el golfo de México como tormenta tropical, pero retomó intensidad volviendo a tocar tierra afectando a la región del Mango de Florida. Volvió al noreste y cruzó por Georgia y Carolina del Sur para entrar en el océano Atlántico el 8 de octubre.
Antes de la tormenta se hicieron muchos preparativos, incluida la recomendación de evacuar ciertas zonas costeras.

## Impacto

### Estados Unidos

Mapa de Florida, la zona marcada es de la primera zona afectada.

Al tocar tierra, la tormenta generó fuertes vientos en el faro de Fowey Rocks, a pesar de que estaba por debajo de la fuerza de huracán, fue notificada una racha máxima de viento de 198 km/h (123 mph) en Cayo Dinner con vientos sostenidos de hasta 145 km/h (90 mph). Inusualmente cayó poca lluvia asociada con la tormenta: 8,9 mm (0,35 pulgadas) de precipitación en Miami y los lugares más cercanos al centro del ciclón recibieron menos de 25 mm (1 pulgada). La precipitación ligera fue evidente en todo el sureste de la Florida, a excepción de los Cayos de la Florida, donde las tormentas eléctricas aumentaron las precipitaciones. Este aspecto se consideró altamente inusual, ya que la mayoría de los ciclones tropicales se caracterizan por fuertes lluvias. Según un estudio, los patrones de precipitaciones inusuales se pueden atribuir a una de las dos condiciones siguientes: "el aire podría haber sido demasiado seco", o "la convergencia horizontal de aire podría haber sido insuficiente para producir un gran transporte suficiente de humedad hacia arriba". Los vientos intensos soplaron agua salada varios kilómetros tierra adentro y debido a la falta de precipitaciones, la sal "quemó" la vegetación en toda la región. Los fuertes vientos derribaron árboles y postes de electricidad y rompieron algunas ventanas en el condado de Dade.